# Miroslava Salcido
Mónica Miroslava Salcido Macías (1970) es una artista y filósofa mexicana. Se especializa en el performance.

## Trayectoria
Miroslava Salcido es filósofa por la Facultad de Filosofía y Letras de la Universidad Nacional Autónoma de México, institución donde obtuvo la licenciatura, maestría y doctorado en la misma disciplina. Cursó diversos talleres con Juan José Gurrola y Ludwick Margules, entre otros. Realizó teatro callejero como vía para profundizar la potencialidad performática de la escena. Es cofundadora del Proyecto SEMEFO, colectivo artístico activo de 1990 a 1999, del cual que escribió diversos manifiestos.
Es investigadora del Centro Nacional de Investigación Documentación e Información Teatral Rodolfo Usigli (CITRU) del Instituto Nacional de Bellas Artes, donde coordina la línea de investigación Performatividad y espacios liminales.  Su libro Performance. Hacia una filosofía de la corporalidad y el pensamiento subversivos (INBA/CITRU, 2019), así como sus diversos artículos, agregan una perspectiva que teoriza, sin historización ni relatoría, el arte acción como acontecimiento pensante y laboratorio de investigación. Dirige el grupo de investigación Hydra Transfilosofía Escénica -cruce entre seminario, laboratorio escénico y escritura- en el que la noción de crítica se hace extensible a la relación entre teoría y práctica escénica, articulando una investigación teórico-performativa que asume la potencia acontecimental del pensamiento. Su 
trabajo sobre y desde Artaud se ubica en los intersticios entre la metáfora y el concepto, el acontecimiento y la teoría. Ha impartido talleres para la 
práctica artística sustentada en la investigación y el acercamiento conceptual, impulsando la escritura de textos teóricos producidos por 
artistas. Forma pa del que derivó su colectivo Hydra Transfilosofía Escénica, un proyecto artístico-académico en el que se realiza además de investigación, un laboratorio dedicado al performance. En sus investigaciones ha profundizado la relación entre filosofía, escritura y arte acción   como una forma de emancipación ética que cruza con el arte y la política.

## Obra
- Performance. Hacia una filosofía de la corporalidad y el pensamiento subversivos (CITRU-INBA 2019).